# Championnat de République centrafricaine de football
Le championnat de République centrafricaine de football a été créé en 1968.

## Palmarès
| Année     | Champion                                    |
| 1968      | Union sportive Cattin (1)                   |
| 1969      | Les Anges de Fatima                         |
| 1970      | Les Anges de Fatima                         |
| 1971      | Olympic Real de Bangui (1)                  |
| 1972      | Les Anges de Fatima                         |
| 1973      | Olympic Real de Bangui (2)                  |
| 1974      | Les Anges de Fatima (1)                     |
| 1975      | Olympic Real de Bangui (3)                  |
| 1976      | AS Tempête Mocaf (1)                        |
| 1977      | Stade Centrafricain Tocages (1)             |
| 1978      | Les Anges de Fatima (2)                     |
| 1979      | Olympic Real de Bangui (4)                  |
| 1980      | Union Sportive Centrafricaine de Bangui (1) |
| 1981      | Publique Sportive de Maroua (1)             |
| 1982      | Olympic Real de Bangui (5)                  |
| 1983      | Les Anges de Fatima (3)                     |
| 1984      | AS Tempête Mocaf (2)                        |
| 1985      | Stade Centrafricain Tocages (2)             |
| 1986      | Publique Sportive de Maroua (2)             |
| 1987      | Inconnu                                     |
| 1988      | Les Anges de Fatima (4)                     |
| 1989      | Stade Centrafricain Tocages (3)             |
| 1990      | AS Tempête Mocaf (3)                        |
| 1991      | Forces armées centrafricaines (1)           |
| 1992      | Union Sportive Centrafricaine de Bangui (2) |
| 1993      | AS Tempête Mocaf (4)                        |
| 1994      | AS Tempête Mocaf (5)                        |
| 1995      | Forces armées centrafricaines (2)           |
| 1996      | AS Tempête Mocaf (6)                        |
| 1997      | AS Tempête Mocaf (7)                        |
| 1999      | AS Tempête Mocaf (8)                        |
| 2000      | Olympic Real de Bangui (6)                  |
| 2001      | Olympic Real de Bangui (7)                  |
| 2002      | Championnat annulé                          |
| 2003      | AS Tempête Mocaf (9)                        |
| 2004      | Olympic Real de Bangui (8)                  |
| 2005      | Les Anges de Fatima (5)                     |
| 2006      | Diplomates FC 8e Arrondissement (1)         |
| 2007      | Inconnu                                     |
| 2008      | Stade Centrafricain Tocages (4)             |
| 2009      | Diplomates FC 8e Arrondissement (2)         |
| 2010      | Olympic Real de Bangui (9)                  |
| 2011      | Diplomates FC 8e Arrondissement (3)         |
| 2012      | Olympic Real de Bangui (10)                 |
| 2013-2014 | AS Tempête Mocaf (10)                       |
| 2014-2015 | Non disputé                                 |
| 2015-2016 | Diplomates FC 8e Arrondissement (4)         |
| 2016      | Olympic Real de Bangui (11)                 |
| 2016-2017 | Olympic Real de Bangui (12)                 |
| 2017-2018 | Stade Centrafricain Tocages (5)             |
| 2018-2019 | AS Tempête Mocaf (11)                       |
| 2019-2020 | Championnat abandonnée                      |
| 2020-2021 | Diplomates FC 8e Arrondissement (5)         |
| 2021-2022 | Olympic Real de Bangui (13)                 |
| 2022-2023 | Red Star                                    |
| 2023-2024 | AS Tempête Mocaf (12)                       |

## Bilan
| Club                                    | Titres | Années                                                                                 |
| --------------------------------------- | ------ | -------------------------------------------------------------------------------------- |
| Olympic Real de Bangui                  | 13     | 1971, 1973, 1975, 1979, 1982, 2000, 2001, 2004, 2010, 2012, 2016, 2016-2017, 2020-2021 |
| AS Tempête Mocaf                        | 12     | 1976, 1984, 1990, 1993, 1994, 1996, 1997, 1999, 2003, 2013-2014, 2018-19, 2023-24      |
| Les Anges de Fatima                     | 5      | 1974, 1978, 1983, 1988, 2005                                                           |
| Stade Centrafricain Tocages             | 5      | 1977, 1985, 1989, 2008, 2018                                                           |
| Diplomates FC 8e Arrondissement         | 5      | 2006, 2009, 2011, 2015-2016, 2020-2021                                                 |
| Union Sportive Centrafricaine de Bangui | 2      | 1980, 1992                                                                             |
| Publique Sportive de Maroua             | 2      | 1981, 1986                                                                             |
| Forces armées centrafricaines           | 2      | 1991, 1995                                                                             |
| US Cattin                               | 1      | 1968                                                                                   |